# Henrik Barić
Henrik Barić (ur. 28 stycznia 1888 w Dubrowniku, zm. 3 kwietnia 1957 w Belgradzie) – chorwacki językoznawca i albanolog.

## Życiorys
Studiował języki indoeuropejskie na uniwersytetach w Grazu i w Wiedniu. W 1912 w Wiedniu obronił pracę doktorską. W 1918 przeniósł się do Belgradu, gdzie od 1920 prowadził wykłady z językoznawstwa. W tym czasie kierował pismem Arhiv za arbanasku starinu, jezik i etnologiju, które ukazywało się do 1925. Na Uniwersytecie Belgradzkim uzyskał tytuł profesorski i katedrę języków indoeuropejskich, którą kierował do 1944. W latach 1954–1957 był profesorem językoznawstwa porównawczego na uniwersytecie w Sarajewie. Tam też założył Instytut Bałkanistyczny. Był inicjatorem wydania pisma bałkanistycznego Godišnjak (Rocznik), ale nie doczekał pierwszego wydania tego pisma.
Zainteresowania badawcze Baricia koncentrowały się głównie wokół języka albańskiego i jego pozycji w rodzinie języków indoeuropejskich. W przeciwieństwie do większości badaczy, którzy opowiadali się za iliryjskimi korzeniami Albańczyków, Barić opowiadał się za ich trackim pochodzeniem.

## Dzieła
- 1919: Albanorumänische studien
- 1948: Ilirske jezične studije
- 1954: Lingvističke studije
- 1955: Himje ne historin e gjuhes shqipe (Wprowadzenie do historii języka albańskiego)
- 1959: Istorija arbanaškog jezika (Historia języka albańskiego)